# Альберто Гіларді
Альберто Гіларді (італ. Alberto Ghilardi, 25 серпня 1909 — 30 червня 1971) — італійський велогонщик.
Олімпійський чемпіон 1932 року в командній гонці переслідування.